# Cristina Flora Molina Ciudad
Cristina Flora Molina Ciudad, née le 19 juillet 1986, est une femme politique espagnole membre du Parti populaire (PP).

## Biographie

### Vie privée
Elle est célibataire.

### Carrière politique
En 2015, elle est élue conseillère municipale de Calzada de Calatrava.
Le 20 décembre 2015, elle est élue sénatrice de Ciudad Real au Sénat et réélue en 2016.